# O poveste încâlcită: Serialul
O poveste încâlcită: Serialul (engleză Tangled: The Series) este un desen animat dezvoltat de Shane Prigmore și Chris Sonnenburg și produs de Disney Television Animation pentru Disney Channel. Este bazat pe filmul O poveste încâlcită, produs de Walt Disney Animation Studios și regizat de Nathan Greno alături de Byron Howard.
Premiera în România avut loc pe 2 octombrie 2017, dar pe 23 septembrie avut loc filmul introductiv al serialului: „Mai încâlciți ca niciodată”.  
Pe 15 februarie 2017 a fost anunțat faptul că seria va avea și un al doilea sezon. În limba română Disney România a anunțat cooptarea cântărețului și vedetei de televiziune Jorge (George Papagheorghe) care va interpretarea vocea aventurierului Flynn Rider în noul serial de la Disney Channel „O poveste încâlcită: Serialul”.

## Distribuția originală
- Mandy Moore ca Rapunzel
- Zachary Levi ca Flynn Rider
- Ashley Judd ca Regina Arianna
- Clancy Brown ca Regele Frederic
- Eden Espinosa ca Cassandra
- Jeff Ross ca Hook Foot
- Richard Kind ca unchiul Monty
- Jeffrey Tambor ca Năsosul
- Paul F. Tompkins ca Shorty
- MC Gainey ca Căpitan al Gărzilor
- Sean Hayes ca Pete Garda
- Peter MacNicol ca Nigel Consilier
- Adewale Akinnuoye-Agbaje ca Xavier Herrero
- Diedrich Bader ca Stan Guardia
- Charles Halford ca Pub Thug Vladimir
- Steve Blum ca Buckethead Attila Pub Thug
- James Monroe Iglehart ca Lance Strongbow
- Jeremy Jordan ca Varian
- Jonathan Banks ca Quirin, tatăl lui Varian

## Film introductiv (2017)
| #  | Nume film                  | Denumirea în română          | Regizat de                       | Scris de   | Premiera originală | Premiera în România |
| -- | -------------------------- | ---------------------------- | -------------------------------- | ---------- | ------------------ | ------------------- |
| 1. | Tangled: Before Ever After | „Mai încâlciți ca niciodată” | Tom Caulfield & Stephen Sandoval | Jase Ricci | 10 martie 2017     | 23 septembrie 2017  |

## Premiere internaționale
| Țara           | Canal                   | Premiera           | Numele original                |
| -------------- | ----------------------- | ------------------ | ------------------------------ |
| SUA            | Disney Channel          | 24 martie 2017     | Tangled: The Series            |
| Spania         | Disney Channel Spania   | 2 iunie 2017       | Enredados: La serie            |
| Portugalia     | Disney Channel Portugal | 3 iunie 2017       | Entrelaçados: A Série          |
| Franța         | Disney Channel France   | 3 septembrie 2017  | Raiponce, la série             |
| Israel         | Disney Channel Israel   | 3 septembrie 2017  | פלונטר: הסדרה                  |
| Ungaria        | Disney Channel Hungary  | 25 septembrie 2017 | Aranyhaj: A sorozat            |
| Polonia        | Disney Channel Poland   | 25 septembrie 2017 | Zaplątani (serial animowany)   |
| Republica Cehă | Disney Channel Czech    | 25 septembrie 2017 | Na vlásku                      |
| Brazilia       | Disney Channel Brazil   | 1 octombrie 2017   | Enrolados Outra Vez            |
| România        | Disney Channel România  | 2 octombrie 2017   | O poveste încâlcită : Serialul |
| Italia         | Disney Channel Italia   | 27 octombrie 2017  | Rapunzel - La serie            |